# تان‌هوا (آن‌جانگ)
تان‌هوا  (به ویتنامی: Tân Hòa) یک قصبه در ویتنام است که در استان آن‌جانگ واقع شده‌است.